# Bulancak
Bulancak – miasto w Turcji w prowincji Giresun.
Według danych na rok 2000 miasto zamieszkiwało 32 182 osób.

## Współpraca
Miejscowość partnerska:
- Chapelle-lez-Herlaimont, Belgia